# Фехтування на шаблях
Шабля є однією з трьох видів фехтувальної зброї (поряд зі шпагою та рапірою). Шабля це колючо-ріжуча зброя, тому нею можна не лише колоти, але й завдавати рубаючі удари. Фехтування на шаблях стало останнім видом зброї де перейшли на використання електричного обладнання з метою полегшення ідентифікації уражень. Це відбулося 1988 року, через 31 рік після фехтування на рапірі та через 52 роки після фехтування на шпазі. У поєдинку перемагає той спортсмен, який зможе завдати суперникові певну кількість результативних уколів або ударів.

## Шабельна зброя

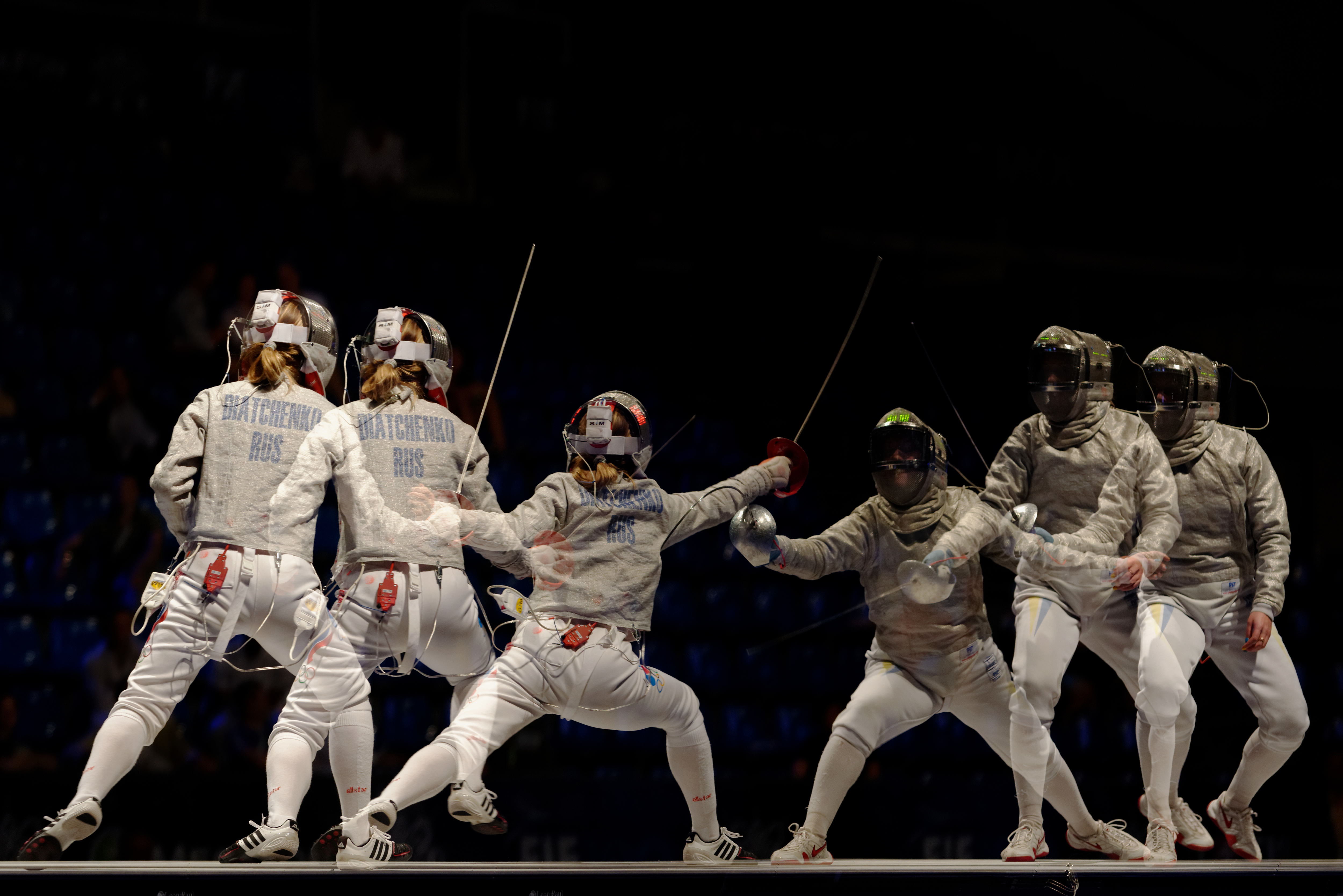
Олена Вороніна завдає удару Катерині Дяченко (L) у фіналі командного змагання на шаблях серед жінок Чемпіонату світу з фехтування 2013 року

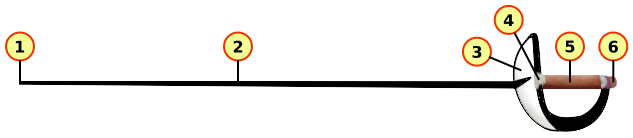

Спортсмени екіпіровані в спеціальний струмопровідний костюм і маску, які під'єднані до обладнання, що автоматично фіксує дії спортсменів. Спортивні шаблі - це складне устаткування, всередині якого прокладено дроти, а вістря клинку закриває спеціальна насадка з кнопкою, що замикає електричний ланцюг.
| Ім'я             |                 | опис                                              | регулюється FIE |
| ---------------- | --------------- | ------------------------------------------------- | --------------- |
| Охоронець        | 17 × 14 × 15 см | Максимальний перетин; захищає руку фехтувальника. | Так             |
| Лезо             | 88 см           | Клинок, що кріпиться до рукояті, сталевий         | Так             |
| Загальна довжина | 105 см          | Загальний максимальний розмір шаблі               | Так             |
| Загальна вага    | 500 г           | Загальна максимальна вага готова до використання  | Так             |

Профіль поперечного перерізу леза шаблі зазвичай має V-подібну основу, яка переходить у плоский прямокутний кінець у більшості варіантів леза, але це залежить від того, як воно виготовлено. Це дозволяє лезу бути гнучким до кінця. Згідно з правилами, виробники повинні визнати, що лезо має бути закріплено горизонтально в точці 70 см (27,6 дюйм) від кінчика леза.
Стандартизовані леза для дорослих (розмір 5) — 88 cm (34.6 in) за довжиною (без інших компонентів). На кінці леза вістря загинається на себе, щоб утворити «ґудзик», який, якщо дивитися з кінця, повинен мати квадратний або прямокутний переріз 4–6 мм не більше і не менше. Кнопки не повинно бути більш як 3 мм з кінця 88 см перетину леза. :m.23.5 (a)
Гарда повної форми, виконана цільно, зовні гладка; кривина гарди безперервна без будь-яких естетичних перфорацій або ободів. Внутрішня частина щитка повністю ізольована фарбою або прокладкою. Щиток призначений для належного захисту руки, щоб уникнути травм, які можуть перешкодити виступу фехтувальника. Щитки габаритні 15 см на 14 см у перерізі, де лезо паралельно осі калібру. :m.24
На електричних шаблях гніздо для дроту тіла знаходиться під кожухом дзвінка. Застібка, відома як навершя, прикріплена до кінця меча, щоб утримувати дзвоник і ручку. Він електрично розділяє ручку та захист.
Вся зброя, як правило, 105 см (41,3 дюйм) довгий; максимальна вага 500 g, але більшість змагальних мечів ближче до 400 g. Він коротший, ніж рапіра або шпага, і легший, ніж шпага, тому фізично легше рухатися швидко та рішуче. Однак цілісність леза шаблі не така міцна, як у іншої зброї, оскільки воно з більшою ймовірністю зламається через конструкцію. :25

### Електрична шабля
Спочатку електричні шаблі були оснащені розеткою-захоплювачем. Захоплювач був маленьким механічним акселерометром, призначеним для того, щоб відрізнити хороший поріз від простого дотику леза до цілі. У листопаді 2019 року FIE оголосила про намір відновити capteur для Saber за допомогою сучасної технології акселерометра.

## Цільова область

Дійсна зона мішені для влучень, які зараховуються, позначена червоним кольором.

Загальна цільова зона для дисципліни, тобто всі зони, де може бути зараховано дійсне попадання, охоплює весь тулуб вище талії, голову та руки до зап’ястя. Ноги, руки та стопи виключаються з цільової зони.
Єдиний контур для всієї зони мішені, що використовується в системах підрахунку балів, формується декількома провідними пристроями:

## Скоринг

### Центральний суддівський апарат

#### Період блокування
Період блокування — це мінімальний проміжок часу між зареєстрованими торканнями відповідно до цільової області. Цей період встановлюється в електричному апараті для полегшення судження.
Нещодавні зміни до «часу роботи залікових пристроїв» після Олімпійських ігор 2016 року змінили час реєстрації зі 120 мс (± 10 ms) до 170 мс (± 10 ms). Очкові апарати нової модифікації позначені пурпуровою ідентифікаційною табличкою розміром 2 × 4 cm із написом чорного кольору «FIE 2016».
Зміна часу блокування фактично змінила спосіб кріплення шаблі, зробивши її швидшою з більшим акцентом на роботі ніг. Незважаючи на те, що суть гри залишиться незмінною, стратегії нападу та захисту потрібно буде переглянути.
 Зміна хронометражу спочатку була зустрінута суперечливо, оскільки багато фехтувальників звикли мати довший час. Це робило техніки, які тоді використовувалися, вразливими до швидких стоп-катів (удар, зроблений захисником, який приземлився, коли нападник все ще починає атаку, також відомий як skyhook) або remises (друга атака, здійснена початковим зловмисником після технічного завершення першої). Зазвичай вважалося, що менший таймінг лише сприятиме поганій техніці та ментальності «тільки атака», заперечуючи більшу частину мистецтва спорту.  
Реміси та стоп-кати зазвичай не приносять очок, оскільки удар нападника має пріоритет. Проте влучення, виконане з пріоритетом, може надійти надто пізно за менших часових проміжків для реєстрації, і тому зупинки та повтори справді зараховуються.
У результаті скорочення часу підвищилася ефективність атак під час підготовки, а це означає, що тепер було більш критично, щоб фехтувальник, який готувався, уже почав атаку до того моменту, коли два фехтувальники були на відстані один від одного.
Техніки парирування та удару у відповідь були розширені. Суцільні пари, які широко використовуються перед зміною часу, будуть доповнені додатковим кроком назад захисником, щоб уникнути повторення нападу (продовжуючи штовхати лезо після технічного завершення атаки), або ж захист виконуватиметься як beat-attack, витягнута рука, яка відхиляє прийдешню атаку на півдорозі розтягування перед тим, як вразити цільову область початкового нападника.
Оглядаючись назад, здається, що менші таймінги спонукали до посилення та вдосконалення оригінальних прийомів меншими, акуратнішими ходами, так що в цілому фехтування на шаблях стало швидшим і точнішим, ніж будь-коли раніше.

### Право проїзду
Коли обидва сигнали вказують, рефері вирішує, який фехтувальник набере очко. Рішення базується на концепції переваги, яка дає очко фехтувальнику, який мав пріоритет, тобто атакуючому фехтувальнику. Як і у випадку з рапірою, іншою зброєю, що має перевагу, пріоритет надається багатьма способами, які можна розбити на активні, пасивні та захисні категорії:
Якщо жоден з фехтувальників не має «права переваги» в ситуації подвійного дотику (зазвичай, якщо обидва починають атаку одночасно, наскільки це може визначити директор), дія називається «одночасною атакою» і очко не нараховується, якщо тільки атака не ініціюється першим і не парирується або не пропускається.
Правила переваги спочатку були встановлені, щоб спонукати фехтувальників використовувати парирування та інші прийоми, щоб завдати удару, не отримавши удару, як вони логічно хотіли б зробити, якщо б використовували гострі мечі. Згодом правила переваги були змінені просто для того, щоб зберегти стратегію та техніку шаблі цікавою та (відносно) легкою для розуміння.

### Арбітр

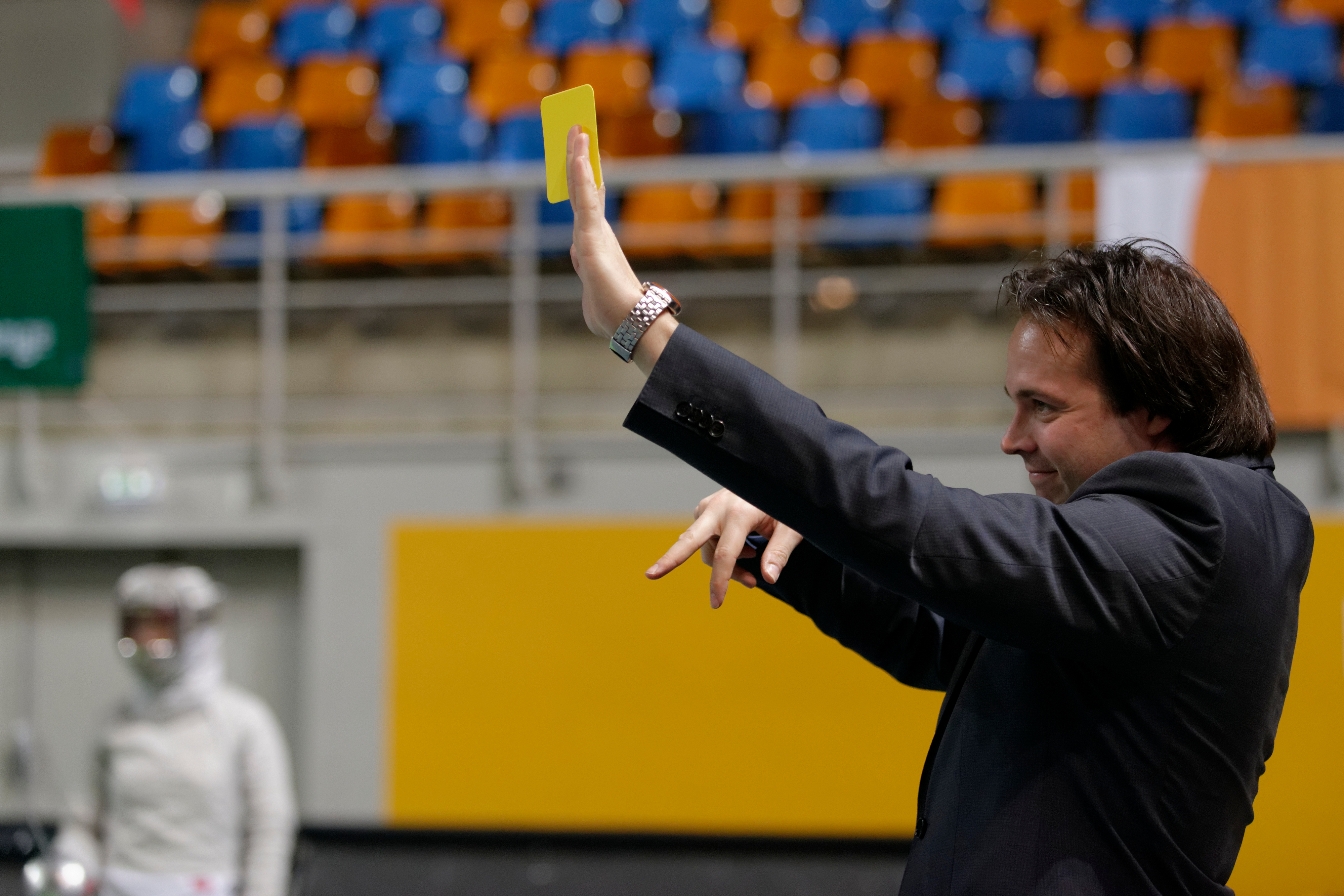
Суддя показує жовту картку за заборонений удар на Гран-Прі Орлеана 2014

- Жовта картка: Дотик порушника може бути анульований, подібно до попередження. Це може бути надано, якщо фехтувальник рухається вперед до того, як пролунає «забор» або непотрібна дія після того, як пролунає «стоп».
- Червона картка: дотик порушника зазвичай анулюється, очко присуджується супернику. Дві жовті картки призводять до червоної картки.
- Чорна карта: Порушник видаляється з турніру та будівлі. Це може бути викликано відмовою від салюту або фальсифікацією документів і приховуванням порушень правил.

Суддя традиційно оцінює поєдинок французькою мовою, але більшість не франкомовних арбітрів, як правило, роблять виклики відповідною місцевою мовою. Однак на міжнародних змаганнях арбітри зобов’язані використовувати французьку мову. Існують також пов’язані рухи руками, які судді будуть робити, щоб вказати конкретні виклики, щоб подолати потенційний мовний бар’єр. Більшість нинішніх арбітрів повинні робити виклики як усно, так і відповідними рухами рук, щоб уникнути будь-якої плутанини.

## Техніка
Захист шаблею складається з трьох основних парувань:
- Тірс, високий аут, фланг
- Кварта, висока всередині, скриня
- Квінт, зав

і три вторинні пари:
- Prime, як правило, виконується широким рухом, щоб охопити всю внутрішню лінію - часто використовується замість кварти при переході від квінти
- Seconde, або охорона низької зовнішньої лінії - часто використовується замість tierce під час руху з «точка в лінію»
- Сікст, лезо вгору та назовні, зап’ястя супіновано. Парування може бути боковим або круговим. Існують великі суперечки щодо того, чи існує ця гарда насправді, чи це лише трохи подовжений рівень, так само як у рапірі та шпазі дехто розглядає дев’ятку як високу шістку.

Інший, менш відомий, але який працює проти супротивників такої ж руки, називається «угорським». Це парирування є найбільш корисним, коли обидва фехтувальники кидаються з лінії назустріч один одному. Для виконання угорської гри фехтувальник кидає «основне» парирування, коли суперник знаходиться на відстані удару, і піднімається вгору в положення «квінт», охоплюючи (в процесі) майже всю зону мішені, і виконує відповідний удар, як у звичайному « квінта» парування. Угорська техніка часто працює найкраще, якщо крок або кут виконується в протилежному напрямку від «основного» парирування. Цей прийом не працюватиме з двома фехтувальниками з протилежними руками.
З природи парирування на шаблях (вони блокують наступну атаку, а не відбивають її, як у рапірі та шпазі), випливає, що вони є статичними, і їх потрібно виконувати якомога пізніше, щоб уникнути обману атакою фінтом, що призводить до парирування в неправильна лінія та неможливість змінити парирування (що часто передбачає повну зміну орієнтації леза під час руху та обертання зап’ястя та передпліччя), щоб достатньо швидко захиститися від справжньої атаки.
Такі кола, як коло 3, 4 і 5, захищають від ударів по тілу, які звичайне парирування не заблокує. Це надзвичайно корисно, оскільки є надзвичайно універсальним і охоплює більшу частину цільової області.
Існують варіанти основного та вторинного парирування, коли фехтувальник використовує своє тіло разом із лезом. Найпопулярнішим є те, коли фехтувальник стрибає в повітря та кидає «секонду». Якщо все зроблено правильно, захисник може заблокувати атаку на сектор «Tierce», використовуючи перевагу висоти. Інший приклад: фехтувальник присідає на підлогу і бере «Квінт», щоб зробити себе меншою мішенню та заблокувати своє єдине слабке місце.
Кожна фехтувальна зброя має різний темп, і темп для шпаги та рапіри досить повільний із раптовими спалахами швидкості. Шабля швидка протягом усього торкання. Проте багато тренерів  закликають учнів уповільнити темп, роблячи менші кроки замість більших. 

## Зовнішні посилання
- Запит на рейтинг FIE - поточний та архівний